# Jalta

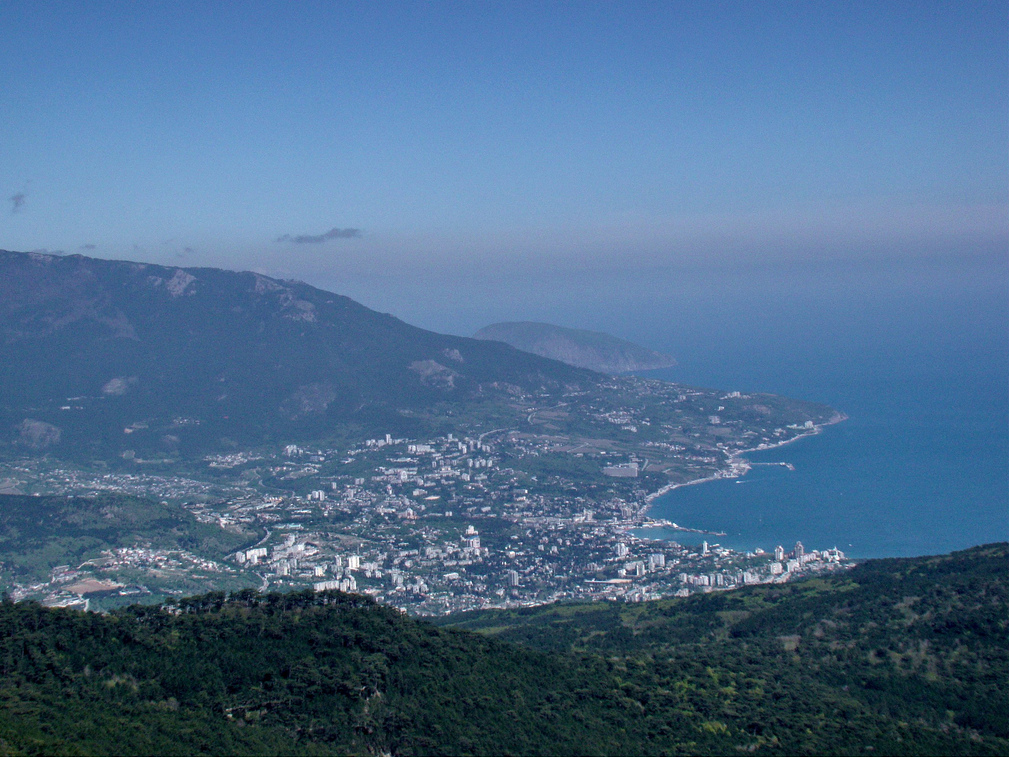
Vy över Jalta, 2010.

Jalta (ukrainska: Ялта uttal (fil); ryska: Ялта; krimtatariska: Yalta) är en stad och badort vid Svarta havets kust på Krimhalvön. Folkmängden uppgick till 78 040 invånare i början av 2012. Jalta administrerar även en del omgivande orter och landsbygd, och detta område hade totalt 141 365 invånare 2012, på en yta av 283 km².
Världens längsta trådbusslinje, över 80 kilometer lång, går från Jalta till Krims huvudstad Simferopol.

## Historia
Jalta fick stadsrättigheter 1838.
Jalta blev det ryska imperiets viktigaste badort på 1800-talet när Tsar Alexander II lät anlägga sitt sommarresidens i närliggande Livadija. Under sovjettiden utvecklades orten än mera i inriktning mot kurort. Aristokrater som Lev Tolstoj och Anton Tjechov tillbringade mycket tid här. 

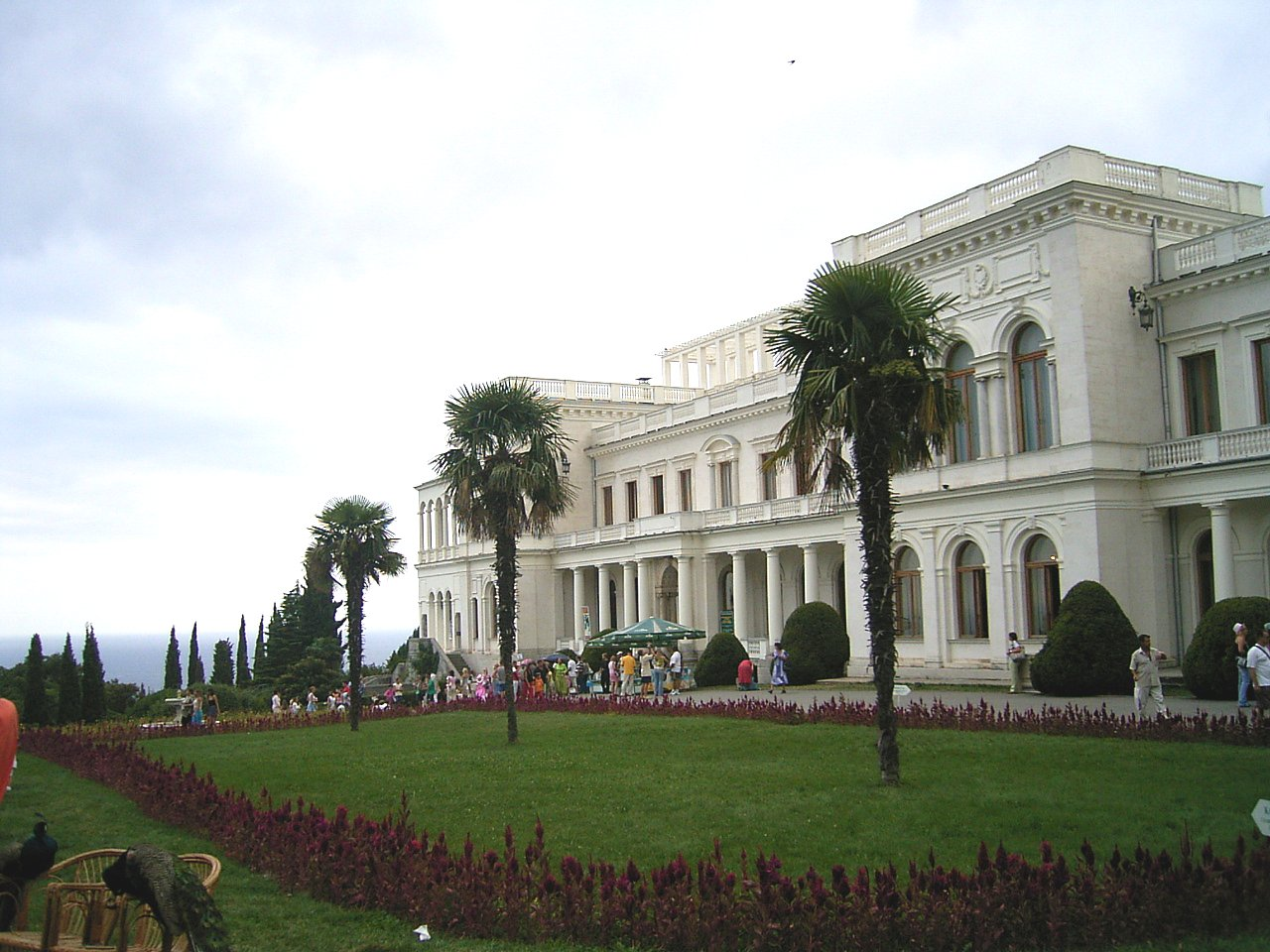
Livadijapalatset i Jalta

1945 hölls i Livadiapalatset den mycket berömda och viktiga Jaltakonferensen då Winston Churchill, Josef Stalin och Franklin D. Roosevelt undertecknade vissa överenskommelser som skulle gälla efter andra världskriget, bland annat att man skulle dela in Tyskland i fyra ockupationszoner. Dessa blev sedan till två olika stater, vilket gällde i 45 år, till 1990. Dessutom beslutade man att Polen ensamt skulle ockupera de östligaste delarna  av Tyskland, som kompensation för de östra delarna av Polen vilka Sovjetryssland i sin tur tagit från Polen. Den Polenockuperade delen av Tyskland blev därför permanent en del av Polen. Konferensen följdes senare av Potsdamkonferensen.
Jalta stod sig sedan som en av Sovjetunionens förnämsta kurorter och hamnade åter i händelsernas centrum 1991 då Sovjetunionens president Michail Gorbatjov hölls som fånge i sin egen datja utanför Jalta under några hektiska dagar. Det slutade med att hela Sovjetunionen upplöstes och i Moskva utropade sig Boris Jeltsin till president över Ryssland.
Då Ukraina härefter blev självständigt fick Jalta de första åren se en nedgång i antalet besökande turister till förmån för ryska kurorten Sotji.
2014 ockuperades Krimhalvön, och därmed också Jalta, av Ryssland.

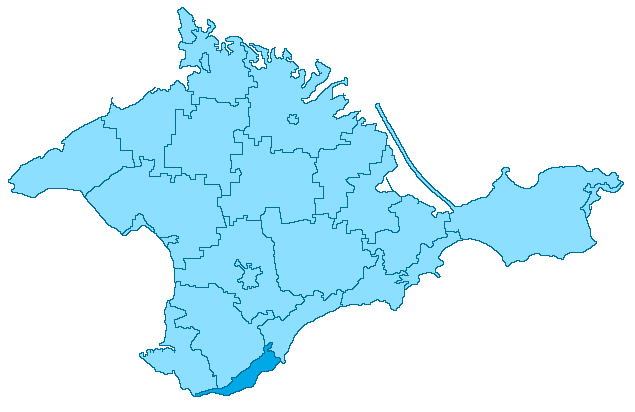
Jaltas läge på Krim.